# F51

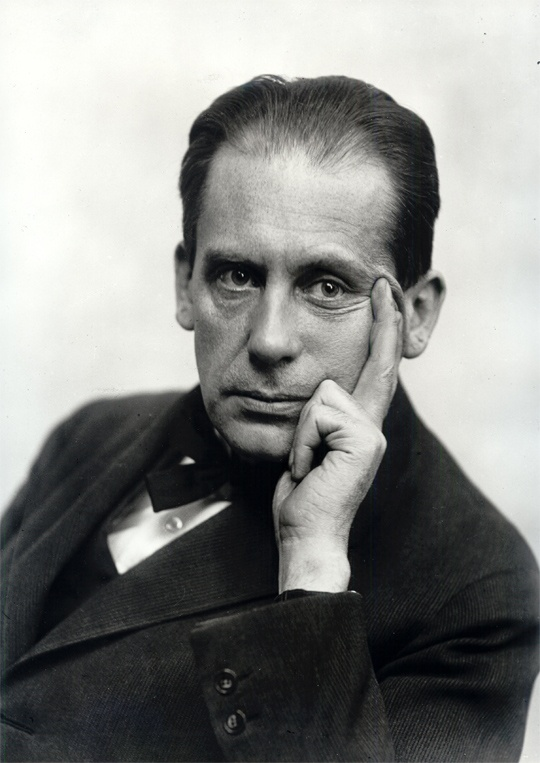
Walter Gropius (1883–1969).

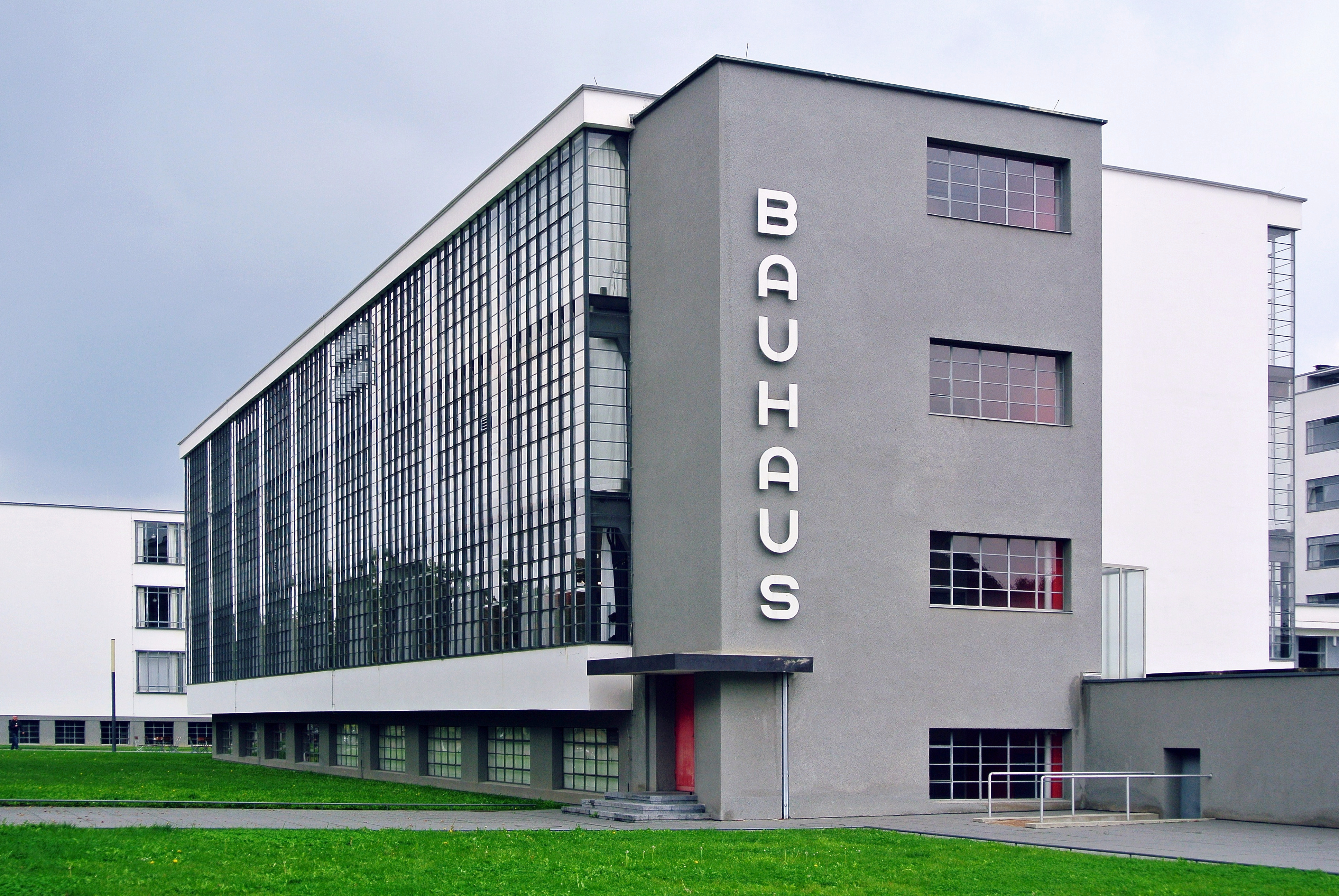
Sede di Dessau del Bauhaus.

Quadrato Semiotico.

La F51 è una poltrona progettata dal designer tedesco Walter Gropius durante i primi anni 1920 per il proprio ufficio da direttore del Bauhaus di Weimar. La seduta incarna lo spirito avanguardista proprio del Bauhaus di quel periodo e, per 
questo, è stata riedita dalla celebre firma di design Tecta a partire dal 1986.

## Descrizione

### Caratteristiche tecniche
La poltrona F51 si può idealmente inserire in un volume cubico di dimensioni 6850+33333+98075, con un'altezza della seduta di 42cm. Le parti strutturali sono realizzate in masselli di frassino, noce o rovere assemblati tra loro. La seduta è inoltre uno dei primi esempi di impiego di struttura del tipo "a sbalzo", ponendosi come precursore di altre sedute iconiche come la "Cantilever Chair" prodotta dall'azienda Thonet.
Le parti imbottite di forma squadrata, che vanno a realizzare la seduta, lo schienale e i due braccioli della poltroncina originale, presentano un rivestimento in tessuto naturale di colore giallo limone. La versione riproposta da Tecta della F51 presenta invece diversi rivestimenti e numerose possibilità cromatiche, in linea con le palette colori dell'azienda.

### Contesto artistico-storico
Durante gli anni ‘20, dopo un esordio legato all'espressionismo, si era perseguita, all'interno del Bauhaus, una corrente artistica legata al movimento "De Stijl" che era prettamente improntata ad un rigido esercizio geometrico di design. In questo contesto fortemente influenzato dalla corrente cubista, Gropius realizza per l'esposizione "Kunst und Technik – Eine Neue Einheit" (art and technology – a new unity) un progetto di ufficio le cui componenti si rifanno a strutture cubiche proporzionali. L'ambiente, in cui va ad impiegare sia i propri lavori che quelli degli studenti, diventerà poi conosciuto come "l'ufficio del direttore". A complemento di numerosi arredi progettati per enfatizzare la linearità della stanza, Gropius disegna la poltroncina F51 ed il divanetto abbinato le cui forme e geometrie vanno ad accompagnarsi in maniera armonica alle altre componenti dell'ufficio. La forte contrapposizione tra i voluminosi cuscini e la struttura leggera della poltrona si evidenziano come richiami alle opere di architettura che lo stesso Gropius realizza nello stesso periodo, in particolare al complesso abitativo noto come “Baukasten im Grossen”.

## Caratteristiche plastiche

### Uso del colore
L’originale F51 è bicromatica, composta da una struttura avente parti lignee che presentano una finitura superficiale trasparente ed imbottiture tinte di giallo canarino. Questa distinzione cromatica, così come le ombre generate dall'oggetto risultino piuttosto nette, andando così ad enfatizzare ulteriormente la rigidità formale della poltrona. La tinta accesa ed invitante delle parti imbottite della seduta va a contrastare con un sistema in cui predomina la rigidezza, esaltandone la volumetria ed il comfort. Che in parole povere serve per distinguerla

### Uso delle linee
Nella costruzione della poltrona prevalgono forme rettilinee, a cui vanno ad opporsi le curve create dall'imbottitura della seduta. Lo spazio stesso che la F51 va ad occupare è un quadrato e si pone come una sorta di trasferimento in scala ridotta dei valori dell'intero ufficio. In questo modo l'oggetto riverbera le sensazioni di compattezza e regolarità proprie della stanza. La contrapposizione tra linearità e curvilineità è inoltre presente nei braccioli a sbalzo, con la struttura lineare e rigida della base in legno che contrasta con la curva morbida dell'imbottito.

### Uso dei volumi
Tra seduta e struttura della F51 vi è una sostanziale opposizione formale: la prima infatti risulta costituita da volumi pieni mentre le parti a sbalzo della seconda generano diversi spazi vuoti. Si può osservare infatti come, nonostante sia un elemento pieno, il corpo della seduta si "stacchi" quasi da terra grazie alla struttura a sbalzo. Lo schienale ed i braccioli risultano avere uno spessore minore rispetto a quello del sedile, evidenziando nettamente quest'ultimo come l’elemento di seduta della poltrona.

## Grado di codifica
Usando come riferimento la terminologia impiegata da Umberto Eco nel suo "Trattato di semiotica generale", la poltrona F51 risulta ipercodificata per quanto riguarda l'aspetto stilistico, il quale è infatti riconducibile alla corrente artistica cubista ed alle architetture del “Baukasten im Grossen”, entrambe precedenti al periodo storico in cui l'oggetto venne concepito. La struttura risulta essere invece ipocodificata in quanto adotta soluzioni tecniche innovative e mai sviluppate prima di allora.

## Grado di figuratività
Gli elementi caratterizzanti della poltrona F51 sono prettamente geometrici e fanno riferimento alla geometria solida; non presentando alcuna figuratività, possiamo pertanto parlare di struttura totalmente astratta.

## Valori in gioco
Seguendo i criteri di valutazione impiegati dal semiologo Jean-Marie Floch nei suoi quadrati semiotici, la poltrona presenta valorizzazioni di tipo pratico, utopico e critico.
Nonostante siano presenti alcuni valori pratici come la compattezza, la maneggevolezza e la comodità, la valorizzazione pratica è limitata, mentre la ricerca della sintetizzazione estrema delle forme, la riduzione ai minimi termini del concetto di seduta e l’innovativa applicazione della visione cubista all'oggetto d’arredo, esaltano la valorizzazione utopica della poltroncina.
Risulta assente qualsiasi accenno di valorizzazione ludica dell'oggetto, al contrario la valorizzazione critica è predominante, dato che l’impiego da parte di Gropius della struttura a sbalzo è pionieristico nel settore degli oggetti d’arredamento. L'avveniristica intuizione permette lo svincolo dei braccioli dal loro sostegno riducendo al contempo il numero di parti costituenti la seduta. Questo consente di ottenere un rapporto qualità/prezzo vantaggioso; le strutture a sbalzo vanno infatti a semplificare il processo produttivo con conseguente riduzione del costo, pur mantenendo un livello di qualità elevato ed offrendo una soluzione ingegneristica all'avanguardia ed esteticamente accattivante.